# Мижеи, Дьёрдь
Дьёрдь Мижеи (венг. Mizsei György, род. 30 ноября 1971 года, Кишкунфеледьхаза, Венгрия) — венгерский боксёр, призёр Олимпийских игр и чемпионатов Европы.